# لوکاس برگوال
لوکاس برگوال (سوئدی: ˈlu:kɑs bæ̌ɾj:vɑl؛ زادهٔ ۲ فوریهٔ ۲۰۰۶) بازیکن فوتبال اهل سوئد است که در پست هافبک میانی برای باشگاه تاتنهام در لیگ برتر انگلستان و تیم ملی سوئد بازی می‌کند.
از باشگاه‌هایی که در آن بازی کرده‌است می‌توان به باشگاه فوتبال بروماپویکارنا، دیورگاردنز و تاتنهام اشاره کرد.
وی همچنین در تیم‌های ملی فوتبال زیر ۱۷ سال، زیر ۱۹ سال، زیر ۲۱ سال و بزرگسالان سوئد بازی کرده‌است.